# 능동수송
능동수송(能動輸送, 영어: active transport) 또는 능동운반(能動運搬)은 세포에서 농도 차이를 극복하여 물질을 운반하는 과정이다. 세포막을 경계로 물질을 저농도에서 고농도로 이동하게 한다. 세포에 필요한 이온이나 당, 아미노산 등의 농도를 유지하기 위한 것과 관련 있다.

## 분류
능동수송은 보통 펌프라고 불리는 단백질 분자들에 의해 이루어지며, 확산 법칙에 역행하는 것이므로 에너지가 필요하다. 이것이 에너지가 필요하지 않은 수동수송과 다른 점이다. 에너지는 아데노신삼인산(ATP)을 이용하는 경우가 대부분이며, 어떠한 에너지를 이용하는지에 따라 크게 2가지로 분류한다.

### 1차 능동수송
1차 능동수송(Primary active transport)은 화학에너지를 이용하는 경우이다. 미토콘드리아 내막 또는 엽록체의 틸라코이드 내막에서처럼 다른 형태의 에너지를 이용하는 경우도 있다. 자세히는 미토콘드리아의 전자전달계와 엽록체의 NADPH 생산 과정이 이를 따른다. 단일수송체를 이용하는 경우가 많다.

### 2차 능동수송
2차 능동수송(Secondary active transport)은 전기화학적 평형을 이용하는 경우를 일컫는다. 공동수송(Cotransport)라고도 불리며 하나의 이온 또는 물질이 농도기울기에 의해 스스로 이동하는 과정에서 다른 물질을 함께 이동시키는 경우이다. 이동하는 두 가지 물질의 이동 방향이 같은지 다른지에 따라 다시 2가지로 나누어진다.

#### 동향수송
동향수송(Symport)이란 두 물질이 같은 방향으로 이동하는 것이다. Symporter를 이용한다.

#### 역수송
역수송(Antiport)이란 두 물질이 다른 방향으로 이동하는 것이다. Antipoter를 이용한다.

## 비교
막을 통해 물질이 이동하는 데는 여러 가지 방법이 있다. 파크는 막 투과를 아홉 가지 방법으로 분류하였다. 이 중 확산이라는 물리 현상에 의해 물질이 막을 통과하는 경우, 이를 수동 수송이라 한다.
예를 들어 물을 담은 컵에 붉은색 잉크를 한 방울 떨어뜨리면 이윽고 컵의 물 전체가 불그스름한 용액이 된다. 이것은 붉은색 잉크가 농도가 높은 곳에서 낮은 곳으로 이동하여 전체에 농도차가 없어졌기 때문이다. 이와 같은 물리 현상을 확산이라 하며, 생물체 내에서도 많이 일어난다. 막을 통과하여 일어나는 확산이 침투이다.
이에 비해 물질이 막을 통과하여 이동하는 데 있어 농도 구배나 전기 화학적 구배로 거슬러 올라가 이동할 때 이를 능동 수송이라 한다. 능동 수송의 구조는 최근에 와서야 연구되기 시작하여 몇 가지 설이 나오고 있다.

## 내용
여러 가지 세포 내의 K+과 Na+의 농도차를 비교해 보면 K+은 Na+보다 훨씬 많이 존재한다. 그런데 세포 밖에서는 반대로 Na+이 많다. 또 해조류 속에 저장되어 있는 아이오딘 양은 바닷물 속에 함유되어 있는 아이오딘의 백만 배나 된다고 한다. 이런 예를 보면 확산이나 침투 같은 현상으로 물질이 이동했다고는 생각할 수 없다. 이는 농도 구배나 전기 화학적 구배로 거슬러 올라가 물질이 이동한 능동 수송의 예이다. 구배로 거슬러 올라가 물질을 이동시키려면 에너지가 필요한데, 이 에너지는 호흡의 결과로 생긴 ATP에 유래한다.
따라서 만약 호흡을 어떤 방법으로 멎게 하면 세포 안팎의 농도차는 없어진다. 이와 같이 능동적으로 물질을 퍼올리는 구조를 일반적으로 펌프라고 하며, 나트륨의 경우를 나트륨 펌프라고 한다. 나트륨 펌프는 확산 등에 의해 세포 내로 들어간 나트륨 이온을 세포 밖으로 퍼내는 작용을 한다. 이때 나트륨 이온이 세포 밖으로 나오는 대신 어느 정도의 칼륨 이온을 세포 내로 받아들인다. 이 때문에 세포 내에는 나트륨 이온이 적어지고 칼륨 이온이 많아진다. 이 같은 현상은 에너지를 소비하면서 세포가 적극적으로 이온을 이동시키는 능동 수송의 한 예이다. 덧붙여, 생체 내에서 물은 능동수송하지 않는다.

## 예시
사람의 소장에서 포도당을 체내로 흡수하는 경우나, 식물이 뿌리털에서 무기염류를 흡수하는 경우가 예시이다. 대개의 생명체에서 이를 이용해 형성된 각종 이온들의 농도 차이를 이용해 다양한 일을 하게 된다.

## 같이 보기
- 수동수송
- 수송
- 막 수송
- 1차 능동수송
- 2차 능동수송
- 단일수송체